# Saint-Jean-de-Boiseau
Saint-Jean-de-Boiseau é uma comuna francesa na região administrativa do País do Loire, no departamento de Loire-Atlantique. Estende-se por uma área de 11.4 km². Em 2010 a comuna tinha 6 073 habitantes (densidade: 532,7 hab./km²).